# Shin So-jung
Shin So-jung (koreanisch 신소정; * 4. März 1990 in Seoul) ist eine ehemalige südkoreanische Eishockeytorhüterin.

## Karriere
Shin So-jung nahm mit der südkoreanischen Nationalmannschaft an mehreren Weltmeisterschaften teil. Bei den Olympischen Winterspielen 2018 in Pyeongchang bildeten Nord- und Südkorea eine gemeinsame Eishockeymannschaft der Frauen. Shin So-jung gehörte als eine von 23 Südkoreanerinnen zum 35-köpfigen Kader.
Auf Vereinsebene spielte sie für die Saint Francis Xavier University in Kanada, in der NWHL für die New York Riveters sowie für das südkoreanische Team Ice Beat.
2019 wurde sie Torwarttrainerin an der Saint Francis Xavier University. 2021 übernahm sie das Amt der Assistenztrainerin bei der südkoreanischen Nationalmannschaft und später wurde Shin Torwarttrainerin bei der südkoreanischen U20-Nationalmannschaft.